# Benna (Italie)
Pour les articles homonymes, voir Benna.
Benna est une commune italienne d'environ 1 200 habitants située dans la province de Biella dans la région Piémont dans le nord-ouest de l'Italie.

## Administration
| Période                                  | Période | Identité | Étiquette | Qualité |
| ---------------------------------------- | ------- | -------- | --------- | ------- |
|                                          |         |          |           |         |
| Les données manquantes sont à compléter. |         |          |           |         |

### Communes limitrophes
Candelo, Cossato, Massazza, Mottalciata, Verrone